# Fraiture (Vielsalm)
Fraiture is een dorp in de gemeente Vielsalm, provincie Luxemburg.
Ten zuiden van Fraiture ligt de Baraque de Fraiture, een van de hoogste toppen van de Ardennen.
Deelgemeenten: Bihain · Grand-Halleux · Petit-Thier · Vielsalm

Overige dorpen: Bêche · Burtonville · Cahay · Commanster · La Comté · Dairomont · Ennal · Farnières · Fraiture · Goronne· Hébronval · Joubiéval · Neuville · Ottré · Petit-Halleux · Petit-Tailles · Provedroux · Regné · Rencheux · Salmchâteau · Ville-du-Bois 

Belgische gemeenten · Arrondissement Bastenaken · Luxemburg · Wallonië